# Dyer (Tennessee)
Dyer es una ciudad ubicada en el condado de Gibson en el estado estadounidense de Tennessee. En el Censo de 2010 tenía una población de 2.341 habitantes y una densidad poblacional de 397,13 personas por km².

## Geografía
Dyer se encuentra ubicada en las coordenadas 36°4′16″N 88°59′33″O / 36.07111, -88.99250. Según la Oficina del Censo de los Estados Unidos, Dyer tiene una superficie total de 5.89 km², de la cual 5.89 km² corresponden a tierra firme y (0%) 0 km² es agua.

## Demografía
Según el censo de 2010, había 2.341 personas residiendo en Dyer. La densidad de población era de 397,13 hab./km². De los 2.341 habitantes, Dyer estaba compuesto por el 0.08% blancos, el 19.78% eran afroamericanos, el 0.04% eran amerindios, el 0.13% eran asiáticos, el 0% eran isleños del Pacífico, el 0.09% eran de otras razas y el 2.26% pertenecían a dos o más razas. Del total de la población el 0.85% eran hispanos o latinos de cualquier raza.